# Daxingzhuang, Peking
Daxingzhuang (kinesiska: 大兴庄, 大兴庄镇) är en köping i Kina. Den ligger i stadsdistriket Pinggu i Pekings storstadsområde, i den norra delen av landet, omkring 59 kilometer nordost om stadskärnan. Antalet invånare är 17 297. Befolkningen består av 8 458 kvinnor och 8 839 män. Barn under 15 år utgör 9,0 %, vuxna 15-64 år 78 %, och äldre över 65 år 12,0 %.